# Raphaël Verwilghen
Pour les articles homonymes, voir Verwilghen.
Raphaël Verwilghen, né à Roulers (Belgique) le 12 mars 1885 et mort à Tervuren (Belgique) le 24 décembre 1963, est un ingénieur et architecte belge. Il est l'un des pionniers des cités-jardins en Belgique.